# Günter Bernard
Günter Bernard (Schweinfurt, 1939. november 4. –) világbajnoki ezüstérmes nyugatnémet válogatott német labdarúgó, kapus. Robert Bernard válogatott német labdarúgó fia.

## Pályafutása

### Klubcsapatban
1954-ben az 1. FC Schweinfurt 05 együttesében kezdte a labdarúgást, ahol 1958-ban mutatkozott be az első csapatban. 1963 és 1974 között a Werder Bremen kapusa volt. Tagja volt az 1964–65-ös idényben bajnoki aranyérmet szerző csapatnak. 1974-ben az alsóbb osztályú Atlas Delmenhorsthoz igazolt.

### A válogatottban
1962 és 1968 között öt alkalommal szerepelt a nyugatnémet válogatottban.  1962. október 24-én mutatkozott be a csapatban. Fő vetélytársai a kapus poszton Wolfgang Fahrian és Hans Tilkowski voltak. Tagja volt az 1966-os világbajnoki ezüstérmes csapatnak Angliában, de pályára nem lépett. 1961–62-ben négyszeres ifjúsági válogatott volt.

## Sikerei, díjai
NSZK
- Világbajnokság
  - ezüstérmes: 1966, Anglia

 SV Werder Bremen
- Nyugatnémet bajnokság (Bundesliga)
  - bajnok: 1964–65
  - 2.: 1967–68